# Palmyra (stolica tytularna Kościoła melchickiego)
Palymra (łac. Dioecesis Palmyrenus Graecorum Melkitarium) – stolica historycznej diecezji w  Cesarstwie Rzymskim, w prowincji Celesyria, sufragania Damaszku. Obecnie katolickie biskupstwo tytularne obrządku melchickiego położone w Syrii.  

## Biskupi tytularni
| Lp. | Biskup                 | Funkcja                                          | Od                | Do               |
| --- | ---------------------- | ------------------------------------------------ | ----------------- | ---------------- |
| 1.  | Flavien Cyrille Kfoury | Emerytowany arcybiskup Himsu (Syria)             | 1920              |                  |
| 2.  | Leontios Kilzi BA      | Emerytowany eparcha Banijas (Liban)              | 11 sierpnia 1951  | 4 lipca 1963     |
| 3.  | Grégoire Haddad        | Biskup pomocniczy Bejrutu i Dżubajl (Liban)      | 30 lipca 1965     | 9 września 1968  |
| 4.  | Elias Nijmé BA         | Biskup pomocniczy patriarchatu Antiochii (Syria) | 16 sierpnia 1971  | 7 lutego 1978    |
| 5.  | François Abou Mokh BS  | Biskup pomocniczy patriarchatu Antiochii (Syria) | 7 lutego 1978     | 11 sierpnia 2006 |
| 6.  | Jean-Abdo Arbach BC    | Egzarcha apostolski Argentyny                    | 11 listopada 2006 | 23 czerwca 2012  |
| 7.  | Ibrahim Salameh SMSP   | Egzarcha apostolski Argentyny                    | 15 sierpnia 2013  |                  |